# James Cromwell
 (juin 2016).
Si vous disposez d'ouvrages ou d'articles de référence ou si vous connaissez des sites web de qualité traitant du thème abordé ici, merci de compléter l'article en donnant les références utiles à sa vérifiabilité et en les liant à la section « Notes et références ».
Pour les articles homonymes, voir Cromwell.
John Oliver Cromwell, dit James Cromwell,  et parfois Jamie Cromwell, est un acteur américain, né le 27 janvier 1940 à Los Angeles.

## Biographie

### Enfance et formation
Né à Los Angeles, en Californie, John Oliver Cromwell a grandi à Manhattan, New York. Il est le fils de l'acteur et réalisateur John Cromwell (1887-1979) et de l'actrice Kay Johnson (1904-1975). James Cromwell a suivi sa scolarité à l'école Hill, au Middlebury College et au Carnegie Institute of Technology. Il a étudié l'art dramatique à l'Université Carnegie-Mellon.

### Débuts d'acteur
Il commence sa carrière sur la scène (comme ses parents), en interprétant des rôles dans les pièces de Shakespeare et dans des pièces expérimentales.
Il a fait ses débuts à la télévision pendant les années 1970, notamment, en interprétant Stretch Cunningham dans la série télévisée All in the Family et un rôle principal dans Hot L Baltimore. Sa première apparition au cinéma a lieu dans l'adaptation de la comédie musicale 1776. Il continue périodiquement à jouer au théâtre.

### Parcours
En 1995, il joue le fermier Arthur Hoggett  dans le film Babe, le cochon devenu berger de Chris Noonan. Il reprend le rôle en 1998 dans la suite réalisée par George Miller.
En 1996, il joue le rôle de Zefram Cochrane dans le film Star Trek : Premier Contact. Il reprend le personnage en 2001 dans l'épisode pilote de la série Star Trek: Enterprise, puis en 2022 dans le premier épisode de la troisième saison de la série d'animation Star Trek: Lower Decks.
À partir de la fin des années 2000, il apparaît plus fréquemment à la télévision. Il joue en 2012 le Dr Arden dans la deuxième saison de l'anthologie American Horror Story. L'année suivante, il retrouve le milieu médical en apparaissant dans la série Do No Harm dans laquelle il joue le Dr Phillip Carmelo.
En 2016 il interprète le Cardinal Michael Spencer dans la mini-série The Young Pope de Paolo Sorrentino qui est portée par Jude Law.
En 2018, il joue dans Jurassic World: Fallen Kingdom de Juan Antonio Bayona, cinquième volet de la franchise Jurassic Park dans lequel il incarne Sir Benjamin Lockwood. De décembre de la même année à février 2019 il apparait dans deux séries d'espionnages : la saison 2 de Counterpart dans laquelle il joue le rôle de Yanek et la saison 3 de Berlin Station dans laquelle il joue Gilbert Dorn.

### Engagement
James Cromwell a pris parti dans de nombreux combats sociaux et politiques aux États-Unis. Dans les années 1960, il est membre de la commission pour la « défense des panthères », un groupe organisé pour défendre les 13 membres du parti Panthères Noires, emprisonnés à New York. Ces treize personnes seront finalement libérées. Dans une interview accordée à la chaîne CNN en 2004, Cromwell loua l'action des Panthères. Il a été, aux côtés de l'acteur Sean Penn, une des rares célébrités américaines à s'opposer à la guerre en Irak avant même son commencement et les lourdes difficultés rencontrées par l'armée américaine. Il s'est entre autres opposé à George W. Bush et Arnold Schwarzenegger, en soutenant les candidats adverses lors des campagnes de ces derniers.
James Cromwell est végan, il milite régulièrement contre la cruauté envers les animaux. En février 2013, il interrompt par exemple une réunion de l'université du Wisconsin-Madison au côté des militants de PETA pour interpeller la direction de l'établissement quant à des tortures sur des animaux, des chats, ayant lieu dans leurs laboratoires de recherche sur la surdité.
Il milite également pour des causes environnementales. Il est condamné à passer une semaine en prison en juillet 2017 pour avoir interrompu le trafic lors d'une manifestation contre l'installation d'une centrale électrique, puis avoir ensuite refusé de payer l'amende.
Il a d'ailleurs été régulièrement arrêté par la police pour insubordination.
Il soutient Bernie Sanders lors des primaires démocrates de 2020.

## Filmographie

### Cinéma
- 1976 : Un cadavre au dessert (Murder by Death) de Robert Moore : Marcel Cassette
- 1978 : Le Privé de ces dames (The Cheap Detective) de Robert Moore : Schnell
- 1981 : Nobody's Perfekt de Peter Bonerz : docteur Carson
- 1983 : L'Homme aux deux cerveaux (The Man with Two Brains) de Carl Reiner : Realtor
- 1984 : The House of God de Donald Wrye : l'officier Quick
- 1984 : Tank de Marvin Chomsky : le député Euclid Baker
- 1984 : Les Tronches (Revenge of the Nerds) de Jeff Kanew : M. Skolnick
- 1984 : Oh, God! You Devil! de Paul Bogart : le prêtre
- 1985 : Explorers de Joe Dante : M. Müller
- 1986 : Un sacré bordel (A Fine Mess) de Blake Edwards : le détective Blist
- 1987 : Les Tronches 2 de Joe Roth : M. Skolnick
- 1988 : Opération Phénix (The Rescue) de Ferdinand Fairfax : Adm. Rothman
- 1989 : The Runnin' Kind
- 1989 : Pink Cadillac de Buddy Van Horn : Motel Desk Clerk
- 1992 : Babe, le bambino (The Babe) de Arthur Hiller : frère Mathias
- 1993 : Romeo Is Bleeding de Peter Medak : Cage
- 1995 : Babe, le cochon devenu berger (Babe, the Galant Pig) de Chris Noonan : le fermier Arthur Hoggett
- 1996 : L'Effaceur (Eraser) de Chuck Russell : William Donohue
- 1996 : Larry Flynt (The People vs. Larry Flynt) de Miloš Forman : Charles Keating
- 1996 : Star Trek : Premier Contact (Star Trek: First Contact) de Jonathan Frakes : Dr Zefram Cochrane
- 1997 : Owd Bob de Rodney Gibbons : Adam MacAdam
- 1997 : L.A. Confidential de Curtis Hanson : capitaine Dudley Liam Smith
- 1997 : L'Éducation de Little Tree (The Education of Little Tree) : Granpa
- 1998 : La Mutante 2 (Species II) de Peter Medak : sénateur Judson Ross
- 1998 : Deep Impact de Mimi Leder : Alan Rittenhouse
- 1998 : Babe 2, le cochon dans la ville (Babe 2, Pig in the City) de George Miller : le fermier Arthur Hoggett
- 1999 : Le Déshonneur d'Elisabeth Campbell (The General's Daughter) de Simon West : lieutenant général Joseph Campbell
- 1999 : La neige tombait sur les cèdres (Snow Falling on Cedars) de Scott Hicks : le juge Fielding
- 1999 : Le Célibataire (The Bachelor) de Gary Sinyor : le prêtre
- 1999 : La Ligne verte (The Green Mile) de Frank Darabont : Hal Moores
- 1999 : Citizen Welles (RKO 281) de Benjamin Ross : William Randolph Hearst
- 2000 : Space Cowboys de Clint Eastwood : Bob Gerson
- 2002 : Twist of Fate : le juge / St. Francis
- 2002 : Spirit, l'étalon des plaines (Spirit: Stallion of the Cimarron) de Kelly Asbury et Lorna Cook: le Colonel (voix)
- 2002 : La Somme de toutes les peurs (The Sum of All Fears) de Phil Alden Robinson : le président Robert « Bob » Fowler
- 2002 : The Nazi de Rod Lurie : Franz
- 2003 : Blackball : Ray Speight
- 2003 : The Snow Walker de Charles Martin Smith : Shepherd
- 2004 : I, Robot d'Alex Proyas : le docteur Alfred Lanning
- 2005 : Mi-temps au mitard (The Longest Yard) de Peter Segal : Warden Hazen
- 2006 : The Queen de Stephen Frears : le prince Philip, duc d'Édimbourg
- 2007 : Dante's Inferno : Virgil
- 2007 : Jane de Julian Jarrold : le révérant Austen
- 2007 : Spider-Man 3 de Sam Raimi : George Stacy
- 2008 : W. : L'Improbable Président (W.) d'Oliver Stone : George Bush père
- 2009 : Clones (Surrogates) : de Jonathan Mostow : le docteur Lionel Canter âgé
- 2010 : Secretariat de Randall Wallace : Ogden Phipps
- 2010 : Pie XII, sous le ciel de Rome de Christian Duguay : Pie XII
- 2011 : The Artist de Michel Hazanavicius : Clifton, le chauffeur
- 2011 : Memorial Day de Sam Fischer : Lieutenant Bud Vogel
- 2012 : Soldiers of Fortune de Maksim Korostyshevsky (de) : Sam Haussmann
- 2012 : Still de Michael McGowan : Craig Morrison
- 2013 : Mensonges et Faux Semblants (The Trials of Cate McCall) de Karen Moncrieff : le juge Sumpter
- 2014 : Les Nouveaux Héros (Big Hero 6) : le professeur Callaghan (voix)
- 2016 : La Promesse (The Promise) de Terry George : l'ambassadeur Henry Morgenthau
- 2017 : Marshall de Reginald Hudlin
- 2018 : Jurassic World: Fallen Kingdom de Juan Antonio Bayona : Sir Benjamin Lockwood
- 2019 : The Laundromat : L'Affaire des Panama Papers (The Laundromat) de Steven Soderbergh : Joseph David "Joe" Martin
- 2023 : Merry Little Batman de Mike Roth : Alfred Pennyworth (voix)

### Télévision
- 1975 : Hot L Baltimore : Bill Lewis
- 1976 : Stranded : Jerry Holmes
- 1976 : The Nancy Walker Show : Glen
- 1976 : Once an Eagle : J. L. Cleghorne
- 1977 : The Girl in the Empty Grave : l'adjoint Malcolm Rossiter Jr.
- 1977 : Deadly Game : l'adjoint Malcolm Rossiter Jr.
- 1977 : MASH : Fordonero (ami de BJ Hunnicut) (saison 6, épisode : Rira bien qui rira le dernier)
- 1980 : La Petite Maison dans la prairie (The House on the Prairie) (série télévisée, saison 7, épisodes 1 et 2 : Laura Ingalls Wilder, première et deuxième partie) : Harve Miller
- 1980 : A Christmas Without Snow : le révérend Lohman
- 1982 : Barefoot in the Park : Harry Pepper
- 1982 : The Rainmaker : Noah Curry
- 1982 : The Wall : Francisek
- 1982 : Born to the Wind : Fish Belly
- 1984 : Spraggue : le lieutenant Hurley
- 1984 : Earthlings : Simon Ganes
- 1984-1985 : Dallas : Gerald Kane
- 1986 : The Last Precinct : Chief Bludhorn
- 1986 : Dream West : le major-général David Hunter
- 1987 : Alison's Demise : Humboldt Hobson
- 1988 : China Beach : l'ambassadeur au Large Roland Weymouth
- 1988 : Mama's Boy
- 1989 : Christine Cromwell: Things That Go Bump in the Night : Arthur
- 1990 : Miracle Landing : B. J. Cocker
- 1990 : Star Trek : La Nouvelle Génération : le premier ministre Angosien
- 1991 : In a Child's Name
- 1992 : Les Tronches 3 (Revenge of the Nerds III: The Next Generation) : M. Skolnick
- 1994 : Revenge of the Nerds IV: Nerds in Love : M. Skolnick
- 1994 : Un chien peut en cacher un autre (The Shaggy Dog) : Charlie « the robber » Mulvihill
- 1995 : Le Silence des innocents (Indictment: The McMartin Trial) : le juge Pounders
- 1999 : Un brin de meurtre (A Slight Case of Murder) : John Edgerson
- 1999 : Citizen Welles (RKO 281) : William Randolph Hearst
- 2000 : Point limite (Fail Safe) : Gordon Knapp
- 2001 : Urgences (saison 7) : Bishop Stewart (l'évêque)
- 2001 : Great Bear Rainforest : On-screen host
- 2002 : A Death in the Family : Joel Lynch
- 2002 : La Splendeur des Amberson (The Magnificent Ambersons) : le major Amberson
- 2002 : RFK : le président Lyndon Baines Johnson
- 2003 : Angels in America : Henry - Roy's Doctor
- 2003 - 2005 : Six Feet Under (saisons 3, 4 et 5) : George Sibley
- 2004 : Salem (Salem's Lot) de Mikael Salomon : le père Donald Callahan
- 2005 : Pope John Paul II : Cardinal Adam Sapieha
- 2005 : Star Trek : Enterprise (saison 4) : Zefram Cochrane In the mirror, darkly (Le côté obscur du miroir, partie 1) diffusé le 22 avril 2005
- 2006 : Avenger (film) (en) : Paul Devereaux
- 2007 : 24 heures chrono : Phillip Bauer (saison 6)
- 2008 : Mon Meilleur Ennemi : Alistair Trumbull
- 2008 : Impact: Opération Chaos  : Lloyd
- 2012-2013 : Boardwalk Empire : Andrew W. Mellon (Saisons 3 & 4, 4 épisodes)
- 2012 : American Horror Story: Asylum : Dr Arden (10 épisodes)
- 2013-2014 : Betrayal : Thatcher Karsten (saison 1)
- 2015 : Halt and Catch Fire : Jacob Wheeler (saison 2)
- 2016 : The Young Pope de Paolo Sorrentino : Cardinal Michael Spencer
- 2018-2023 : Succession : Ewan Roy (6 épisodes)
- 2018-2019 : Berlin Station : Gilbert Dorn (4 épisodes)
- 2018-2020 : Baymax et les Nouveaux Héros (Big Hero 6: The Series) : le professeur Callaghan (animation, 2 épisodes)
- 2019 : Counterpart : Yanek (6 épisodes)
- 2022 : Star Trek: Lower Decks : le Dr Zefram Cochrane (animation, saison 3, épisode 1)
- depuis 2022 : New York, crime organisé (Law & Order: Organized Crime) : Miles Darman (2 épisodes - en cours)
- 2024 : Sugar : Jonathan Siegel

## Distinctions

### Récompenses
- Primetime Emmy Awards 2013 : Primetime Emmy Award du meilleur acteur dans un second rôle dans une mini-série ou un téléfilm pour American Horror Story: Asylum
- Prix Écrans canadiens 2013 : Meilleur acteur pour Still

### Nominations
- Oscars 1996 : Oscar du meilleur acteur dans un second rôle pour Babe, le cochon devenu berger

## Voix francophones
Plusieurs comédiens se sont succédé jusqu'à la fin des années 1990 pour doubler James Cromwell. Jean-Pierre Moulin est sa première voix régulière, l'ayant doublé à quatre reprises dans Babe, le cochon devenu berger, Star Trek : Premier Contact, Deep Impact et Babe 2, le cochon dans la ville. Il est également doublé à deux reprises chacun par Bernard Woringer dans Explorers et La neige tombait sur les cèdres, Jacques Brunet dans Pink Cadillac, Le Célibataire, Jean-Pierre Leroux dans Le Rebelle et L'Effaceur ainsi que par Pierre Vernier dans Le Déshonneur d'Elisabeth Campbell et Citizen Welles. À titre exceptionnel, Bernard Musson le double dans Un cadavre au dessert, Jacques Ferrière dans La Petite Maison dans la prairie, René Renot dans Dallas, Michel Bedetti dans Tank, Jean-Pierre Denys dans Histoires fantastiques, Max André dans Star Trek : La Nouvelle Génération, Michel Bardinet dans Larry Flynt et Claude Lévêque dans La Ligne verte.
À partir de L.A. Confidential en 1997, Michel Ruhl devient sa voix régulière, le doublant dans quasiment toutes ses apparitions depuis, et ce, jusqu'à sa mort en janvier 2022. Parmi les rôles notables, il le double notamment dans Space Cowboys, Urgences, Angels in America, I, Robot, À la Maison-Blanche, Six Feet Under, The Queen, 24 Heures chrono, Spider-Man 3, W. : L'Improbable Président, Clones, American Horror Story, First Murder ou encore Jurassic World: Fallen Kingdom. En parallèle, Jean-Luc Kayser le double dans La Somme de toutes les peurs tout comme Jean-Paul Landresse dans Jane, Michel Le Royer dans The Young Pope, Denis Boileau dans Succession (remplacé à partir de la saison 2 par Frédéric Cerdal) et Philippe Ariotti dans Sugar. Par la suite, Frédéric Cerdal le retrouve dans Rebel Ridge.